# Фрідріх Кіттель
Фрідріх Кіттель (нім. Friedrich Kittel; 19 грудня 1896, Герольцгофен — 24 березня 1973, Ансбах) — німецький воєначальник, генерал-майор вермахту. Кавалер Лицарського хреста Залізного хреста.

## Біографія
1 червня 1915 року вступив добровольцем в Баварську армію. Учасник Першої світової війни. 29 серпня 1918 року важко поранений. Після одужання з 1 квітня по 1 жовтня 1944 року служив у фрайкорах Вюрцбурга і Еппа. Після демобілізації армії залишений в рейхсвері. З 1 жовтня 1927 по 1 квітня 1932 року навчався в Берлінському вищому технічному училищі, здобув диплом інженера. З 1 квітня 1935 по 30 серпня 1940 року — референт Управління озброєнь сухопутних військ. З 1 жовтня 1940 року — командир 468-го піхотного полку. Учасник Німецько-радянської війни. З 20 квітня 1942 року — начальник відділу Управління озброєнь ОКГ. В червні-липні 1944 року пройшов курс командира дивізії, після чого був переданий в розпорядження головнокомандувача вермахту на Заході. З 17 вересня 1944 року — командир 272-ї фольксгренадерської дивізії. 23 вересня потрапив в автомобільну аварію і був госпіталізований. З 1 листопада 1944 року — командир 62-ї фольксгренардерської дивізії. З 1 лютого 1945 року — начальник відділу піхоти і артилерії Управління озброєнь ОКГ. З 8 квітня 1945 року — начальник управлінської групи Управління озброєнь при групі армій «Південь». 1 травня 1945 року взятий в полон. 26 червня 1947 року звільнений. Працював консультантом федеральної влади і промислових фірм.

## Звання
- Фанен-юнкер (18 вересня 1915)
- Фенріх (7 червня 1916)
- Лейтенант (10 вересня 1916)
- Оберлейтенант (1 квітня 1925)
- Гауптман (1 жовтня 1932)
- Майор (1 березня 1936)
- Оберстлейтенант (1 квітня 1939)
- Оберст (1 квітня 1941)
- Генерал-майор (23 грудня 1944)

## Нагороди
- Залізний хрест
  - 2-го класу (28 червня 1916)
  - 1-го класу (20 липня 1918)
- Орден «За військові заслуги» (Баварія) 4-го класу з мечами (23 лютого 1917)
- Нагрудний знак «За поранення» в чорному
- Почесний хрест ветерана війни з мечами (22 лютого 1935)
- Медаль «За вислугу років у Вермахті» 4-го, 3-го і 2-го класу (18 років; 2 жовтня 1936) — отримав 3 нагороди одночасно.
- Медаль «У пам'ять 1 жовтня 1938 року» (12 вересня 1939)
- Застібка до Залізного хреста
  - 2-го класу (11 липня 1941)
  - 1-го класу (7 вересня 1941)
- Німецький хрест в золоті (1 квітня 1942)
- Медаль «За зимову кампанію на Сході 1941/42» (1 серпня 1942)
- Лицарський хрест Залізного хреста (9 січня 1945)